# 龙湾镇 (罗定市)
龙湾镇，是中华人民共和国广东省云浮市罗定市下辖的一个乡镇级行政单位。

## 行政区划
龙湾镇下辖以下地区：
扶合社区、上赖村、旗垌村、榕木村、永乐村、双合村、中安村、大石村、垌旺村、棠棣村、金充村和南充村。